# Crowdin
Crowdin (англ. «Кра́вдін») — веборієнтована платна платформа для управління перекладами та локалізацією для програмних продуктів та документації для них. Створена українським програмістом Сергієм Дмитришиним.
Система орієнтована на розробників, локалізаційних менеджерів, маркетологів. Підходить для локалізації програмного забезпечення, мобільних додатків, вебсайтів, вебдодатків та документації для них. Платформа призначена для автоматизації та організації процесів перекладу.
Платні тарифні плани відрізняються вони кількістю рядків, які можна завантажити для перекладу (самі переклади не обмежуються), кількістю проєктів та функціоналом платформи. Для проєктів з відкритим вихідним кодом, є можливість подати заявку на користування сервісом на безкоштовних умовах.

## Історія створення
Crowdin створений у 2008 році Сергієм Дмитришиним в м. Тернопіль (Україна) і вперше випущений на ринок у січні 2009 року. Crowdin розпочинався як гобі-проєкт для розв'язання проблеми автоматизації локалізації програмних розробок. Наразі системою користується більш ніж 2 000 000 клієнтів з усього світу і проєкт активно розвивається.

## Опис
Crowdin є вебзастосунком, що організований як середовище для організації та управління процесами перекладу.
Платформа включає наступні функціональні блоки: сторінка профілю користувача, сторінка проєкту, сторінка файлів проєкту, налаштування проєкту та безпосереднє середовище для перекладу, за принципом схоже на традиційні засоби автоматизованого перекладу (АП, англ. Computer-Aided Translation (CAT)). Система містить функціональність, що дозволяє обирати найбільш зручну стратегію локалізації.

## Процес перекладу
Процес перекладу складається з послідовних кроків:
- реєстрація в системі та налаштування сторінки профайлу;
- створення проєкту;
- завантаження файлів для перекладу вручну або автоматизовано за допомогою інтеграцій;
- запрошення перекладачів (вибір стратегії локалізації);
- переклад;
- вичитка перекладів (не є обов'язковим);
- завантаження перекладених файлів вручну через вебінтерфейс або автоматично за допомогою інтеграцій.

Додатково в процесі перекладу учасники проєкту можуть голосувати за переклади інших учасників, коментувати рядки для перекладу і надсилати запити на роз'яснення контексту.

## Стратегії локалізації
З Crowdin процес перекладу можна організувати 3 способами:
1. Запрошення власних перекладачів. Компанія, що перекладає продукт, може залучити штатних перекладачів або агенцію.
2. Замовлення професійних перекладів. Crowdin працює з перекладацькими агенціями: Inlingo, Alconost, Applingua, Babble-on, Gengo, Tomedes, Translated, Translate by Humans, WritePath, Farsi Translation Services, Bureau Translations, e2f, Web-lingo, Leanlane, та Acclaro. Користувач може замовити переклади, використовуючи послуги агенцій за додаткову плату.
3. Краудсорсинговий переклад, тобто запрошення користувачів вашої програми для допомоги в перекладі[3] і адаптації програмного продукту до культури відповідних країн[4][5].

## Підтримувані формати
Crowdin — один з небагатьох сервісів для управління перекладами на ринку локалізації. Підтримується понад 40 популярних форматів і платформ.
- Мобільні платформи: Android, iOS, Windows 10 Mobile, BlackBerry, Symbian, Bada, Firefox OS;
- Програмне забезпечення і веб: ASP, Gettext (PO/POT), Microsoft .NET, файли з вихідним кодом (C, Java, PHP, QT), файли Joomla INI, Mozilla DTD, звичайний текст;
- Документи та субтитри: файли XLIFF, XML, YAML, MediaWiki, Microsoft Office, YouTube Subtitles, OpenDocument, MarkDown, Adobe InDesign та інші.
- Графічні елементи й додаткові матеріали;

## Інтеграції
Crowdin інтегрується з багатьма системами для спрощення та автоматизації обміну файлами (для перекладу та самими перекладами). Підтримувані інтеграції:
- з системами контролю версій — GitHub, GitLab, Bitbucket
- система відстеження помилок — Jira
- сервіси для менеджменту документації, технічної підтримки — Zendesk, Freshdesk, Wix Answers
- інтегроване середовище розробки (IDE) — Android Studio
- магазин застосунків — Google Play

## Клієнти
Загальна кількість зареєстрованих користувачів Crowdin перевищує 2 000 000. Це розробники програмних продуктів, технологічні компанії, перекладацькі агенції та перекладачі. Серед великих компаній Crowdin користуються:  Microsoft, Reddit, Khan Academy, Maxthon, Ask.fm, LineageOS, Poweramp, SoundHound, PrestaShop, Xiaomi, XDAdevelopers, Raspberry Pi Foundation та інші.

## Схожі проєкти
- Transifex — веборієнтована платформа управління локалізацією. Платформа розроблена для технічних проєктів з частим оновленням змісту: програмного забезпечення, документації та вебсайтів. Технічні засоби, що надаються платформою, дозволяють розробникам автоматизувати процес локалізації.
- translatewiki.net — заснована на веб локалізаційна платформа, створена розширенням до MediaWiki Translate, що робить MediaWiki потужним інструментом для перекладу різноманітних текстів.